# Peter Bush (fotograf)

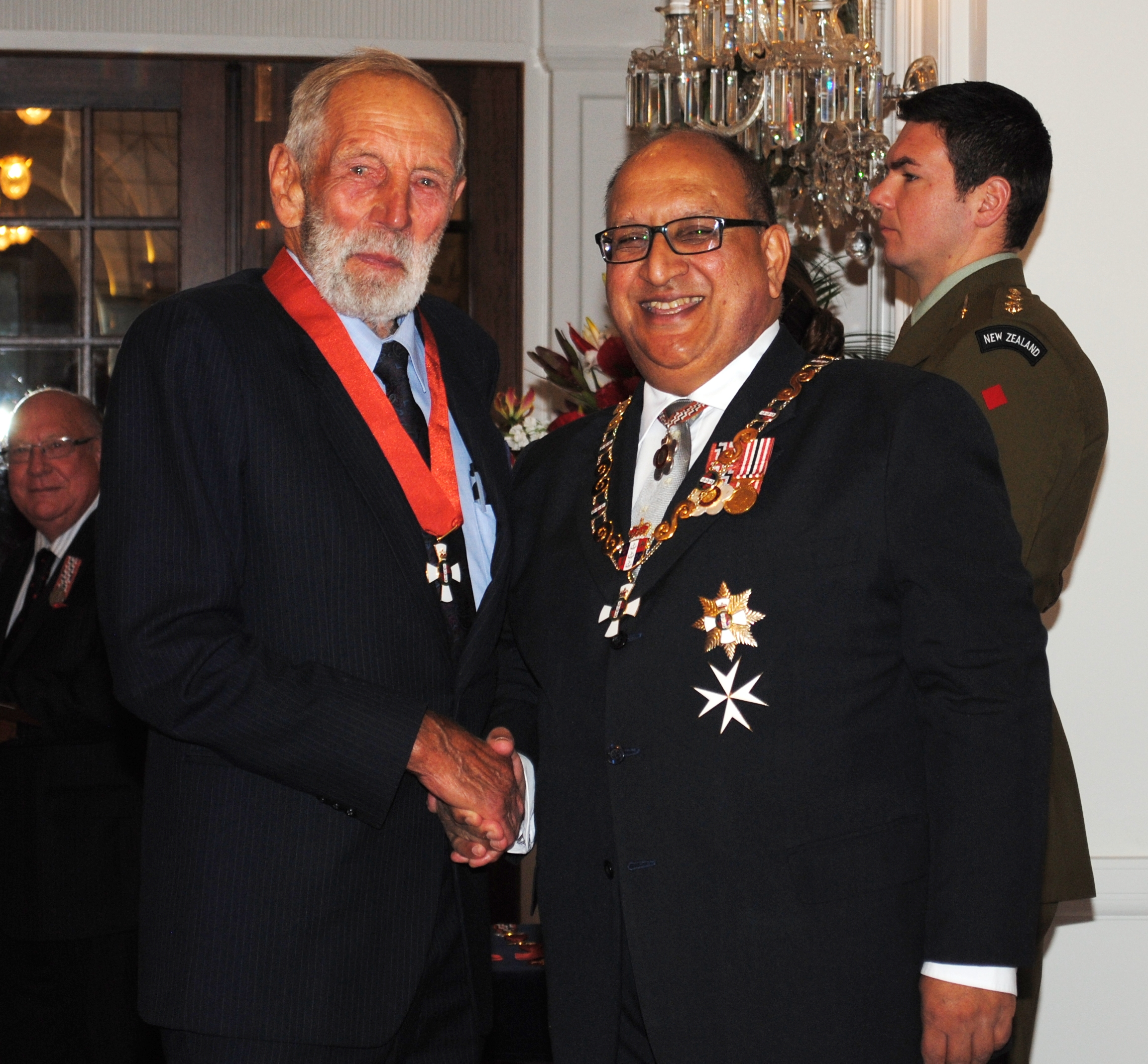
Peter Bush (vlevo), po svém jmenování CNZM (New Zealand Order of Merit, Novozélandský řád za zásluhy), za služby v oblasti fotografie, generálním guvernérem, sirem Anandem Satyanandem, 2011

Peter George Bush (16. října 1930 – 16. prosince 2023, Wellington) byl novozélandský fotograf a fotožurnalista, nejznámější jako přední sportovní fotograf v zemi. Působil také jako válečný zpravodaj a byl dlouholetým viceprezidentem Národního novinářského klubu.

## Životopis
Bush se narodil 16. října 1930 a studoval na Sacred Heart College v Aucklandu. Jeho sportovní novinářská kariéra začala v roce 1949, kdy fotografoval svůj první zkušební zápas rugby pro The New Zealand Herald. Od té doby nafotil většinu zápasů All Black v kariéře, která trvala více než 60 let. Velká výstava jeho šedesátileté kariéry ragbyových fotografií „Hard on the heels“ procestovala v letech 2010–11 třináct center na Novém Zélandu.
V roce 1991 byl Bush oceněn Královskou medailí za veřejné služby. V novoročních vyznamenáních 2011 byl jmenován společníkem novozélandského řádu za zásluhy ve fotografii. Žil a pracoval z Island Bay ve Wellingtonu.
Je synovcem All Black Ronalda Bushe z roku 1931.
Bush zemřel ve Wellingtonu 16. prosince 2023 ve věku 93 let.

## Publikace
- A Life in Focus, Paul Thomas a Peter Bush, (2009, Hodder Moa) ISBN 978-1-86971-064-4